# جوزف فینگر
 جوزف فینگر (آلمانی: Josef Finger؛ زاده ۱ ژانویهٔ ۱۸۴۱ درگذشته ۶ مهٔ ۱۹۲۵) یک ریاضی‌دان، و فیزیک‌دان اهل اتریش بود.